# John W. Boyer
John W. Boyer (* 17. Oktober 1946 in Chicago) ist ein amerikanischer Historiker.

## Leben und Wirken
John W. Boyer studierte an der Loyola University Chicago. Er wurde 1975 promoviert an der University of Chicago. Noch im gleichen Jahr wurde er Mitglied des Lehrkörpers der University of Chicago. Er wurde 1980 Associate Professor und 1985 Full Professor. Von 1987 bis 1992 war er stellvertretender Dekan der Sozialwissenschaften an der University of Chicago. Von 1992 bis 2023 war er mehrfach wiedergewählter Dekan des College dieser Universität. An der University of Chicago entwickelte er ein Austauschprogramm für Studierende und Lehrende. Unter anderem durch die Kooperation mit der Universität Wien konnte er die Anzahl an Auslandsstudenten an seiner Universität seit 1992 verdreifachen. Er wurde 1996 zum Martin A. Ryerson Distinguished Service Professor of History an der University of Chicago ernannt. Boyer ist mit Jan E. Goldstein Herausgeber des Journal of Modern History.
Seine Forschungsschwerpunkte sind europäische Politik- und Kulturgeschichte des 19. und 20. Jahrhunderts, vor allem in Deutschland und im Habsburgerreich, Religion und Politik in der modernen europäischen Geschichte sowie die Geschichte der Universitäten. Seine Forschungen prägten das heutige Bild der österreichischen Geschichte seit der Mitte des 19. bis ins frühe 20. Jahrhundert. Wichtige Studien legte er zum politischen Radikalismus (1981) und zu den Christlichsozialen (1995) vor. Er veröffentlichte 2010 eine Biographie über den Vorsitzenden der Christlichsozialen Partei und langjährigen Wiener Bürgermeister Karl Lueger. Boyer verfolgt in seinen Studien einen stärker institutionen-, sozial- und politikgeschichtlich orientierten Zugang zur österreichischen Geschichte.
Für seine Forschungen wurden ihm zahlreiche Ehrungen und Mitgliedschaften zugesprochen. Er ist Mitglied der American Historical Association und seit 2005 korrespondierendes Mitglied der philosophisch-historischen Klasse im Ausland der Österreichischen Akademie der Wissenschaften. Ihm wurden der Karl-von-Vogelsang-Staatspreis (2006) und der Ludwig-Jedlicka-Gedächtnispreis verliehen. Für seine Arbeit über die Geschichte der Habsburger erhielt er das Österreichische Ehrenkreuz für Wissenschaft und Kunst I. Klasse. Außerdem wurden ihm der John Gilmary Shea Prize der American Catholic Historical Association und der Theodor-Körner-Preis verliehen. Die Universität Wien verlieh ihm 2015 das Ehrendoktorat.

## Schriften (Auswahl)
- Austria 1867–1955. Oxford University Press, Oxford 2022, ISBN 978-0-19-822129-6.
- Karl Lueger (1844–1910). Christlich soziale Politik als Beruf (= Studien zu Politik und Verwaltung. Band 93). Aus dem Englischen übersetzt von Otmar Binder. Böhlau, Wien u. a. 2010, ISBN 978-3-205-78366-4.
- Culture and political crisis in Vienna. Christian socialism in power, 1897–1918. University of Chicago Press, Chicago 1995, ISBN 0-226-06960-5.
- Political radicalism in late imperial Vienna. Origins of the Christian Social movement 1848–1897. University of Chicago Press, Chicago 1981, ISBN 0-226-06957-5.